# Lycus rostratus
Lycus rostratus es una especie de escarabajo de alas de red perteneciente a la familia Lycidae. Lycus rostratus es parte del género Lycus y de la familia de los escarabajos de alas rojas. La especie fue una de las primeras en ser incluidas en el género Lycus por Johan Christian Fabricius, estudiante de Carlos Linneo quien describió al escarabajo, junto con otras cuatro especies: L. latissimus, L. palliatus, L. proboscideus y L. andferraticornis.